# Нетриб'як Михайло Миколайович
Миха́йло Микола́йович Нетриб'я́к (нар. 25 лютого 1947, с. Трибухівці Бучацького району Тернопільської області) — український архітектор. Заслужений архітектор України (1998). Член НСАУ (1983 р.). Лауреат Державної премії України в галузі архітектури (2005).

## Життєпис
Народився 25 лютого 1947 року в с.  Трибухівці Бучацького району Тернопільської області (нині Україна).
Закінчив Бучацьку дитячу художню школу (1964 р.), архітектурний відділ Львівського сільськогосподарського інституту (1970, нині аграрна академія). Відтоді — у місті Тернопіль: архітектор у філії проектно-вишукувального інституту «Укрколгосппроект», заступник начальника архітектурно-будівничого відділу цієї організації, директор ТВП «Тернопільархпроект», управління архітектурри і містобудування Тернопільської міської адміністрації; начальник, заступник міського голови (від квітня 2002) Тернополя. 2008 — головний архітектор проекту АПМ архітектурно-містобудівної ради при управлінні містобудування та архітектури Тернопільської облдержадміністрації.
Основні роботи
- забудова житлового кварталу «Кутківці» в Тернополі,
- собор на 1000 парафіян у смт Козові,
- церкви на 500 парафіян у с. Підгородньому Тернопільського району;
- на 800 — у м. Хоростків Гусятинського району,
- на 2000 — на бульварі Данила Галицького у Тернополі — Церква Непорочного Зачаття Діви Марії,
- на 1000 — у місті Заліщики,
- на 800 — у смт Гусятині,
- на 800 — у м. Підгайці,
- церковний комплекс Матері Божої Зарваницької у селі Зарваниця Теребовлянського району.
- Церква Зарваницької Божої Матері у Тернополі.
- Церква святих верховних апостолів Петра і Павла (Великі Бірки)